# Seh Lozh
Seh Lozh (persiska: سه لژ) är en ort i Iran.   Den ligger i provinsen Khuzestan, i den centrala delen av landet, 400 km sydväst om huvudstaden Teheran. Seh Lozh ligger 471 meter över havet och antalet invånare är 310.
Terrängen runt Seh Lozh är varierad.Runt Seh Lozh är det ganska glesbefolkat, med 48 invånare per kvadratkilometer. Närmaste större samhälle är Dasht-e Lati, 13,4 km väster om Seh Lozh. Omgivningarna runt Seh Lozh är i huvudsak ett öppet busklandskap.